# Brachymeria
Genre
Brachymeria est un genre d'insectes hyménoptères de la famille des Chalcididae et de la sous-famille des Chalcidinae.

## Description
Ce genre de guêpes parasites inclut les plus communes et plus répandues des espèces de Chalcididae.

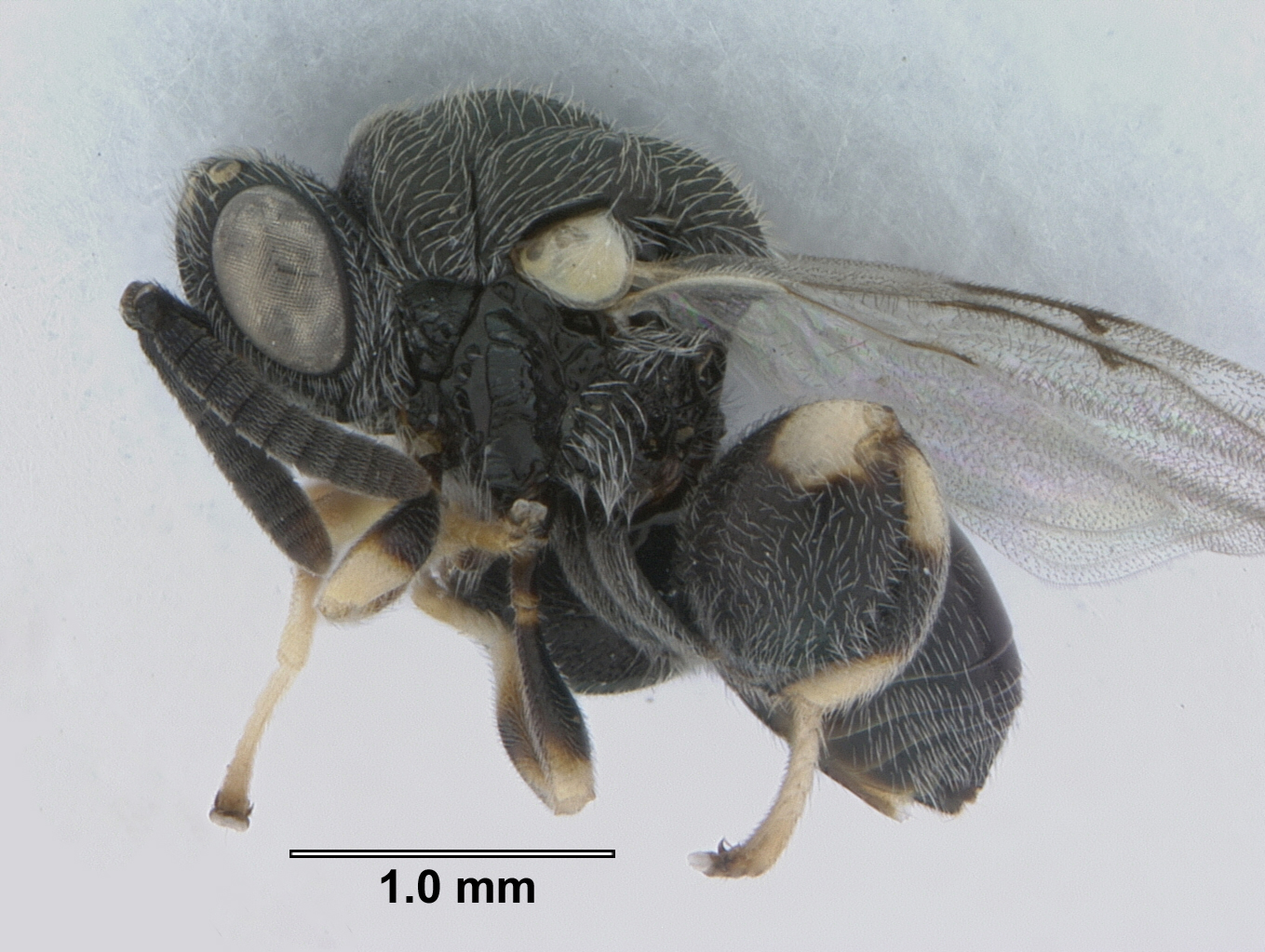
Brachymeria ♀

La tête est ovale de profil avec de grands yeux composés. Elle présente un scrobe profond et des bords carénés. Le frons est relativement plats et non arrondis antérieurement comme chez Trigonura. L'occiput ne présente pas de carène verticale. Les sutures fronto-génales sont bien carénées, souvent avec une carène préorbitale et postorbitale. Les antennes sont relativement courtes. L'insertion antennaire se fait au niveau ou à la périphérie dorsale des bords ventraux des yeux composés. Le scape et le pédicelle sont court et les segments sont minces. 
Le thorax est criblé de petits trous. L'apex du scutellum est arrondi ou émarginé. L'aile antérieure présente une nervure postmarginale environ moitié moins longue que la nervure marginale et généralement deux fois plus longue que la veine stigmale, la nervure postmarginale étant toujours plus longue que la stigmale. Le coxa des pattes postérieures peut présenter une dent interne chez la femelle. Le fémur des pattes postérieures est bien développé avec le bord ventral externe portant une rangée de 5 à 16 dents. Une dent fémorale interne est présente dans certains cas. Le tibia des pattes postérieures est arqué.

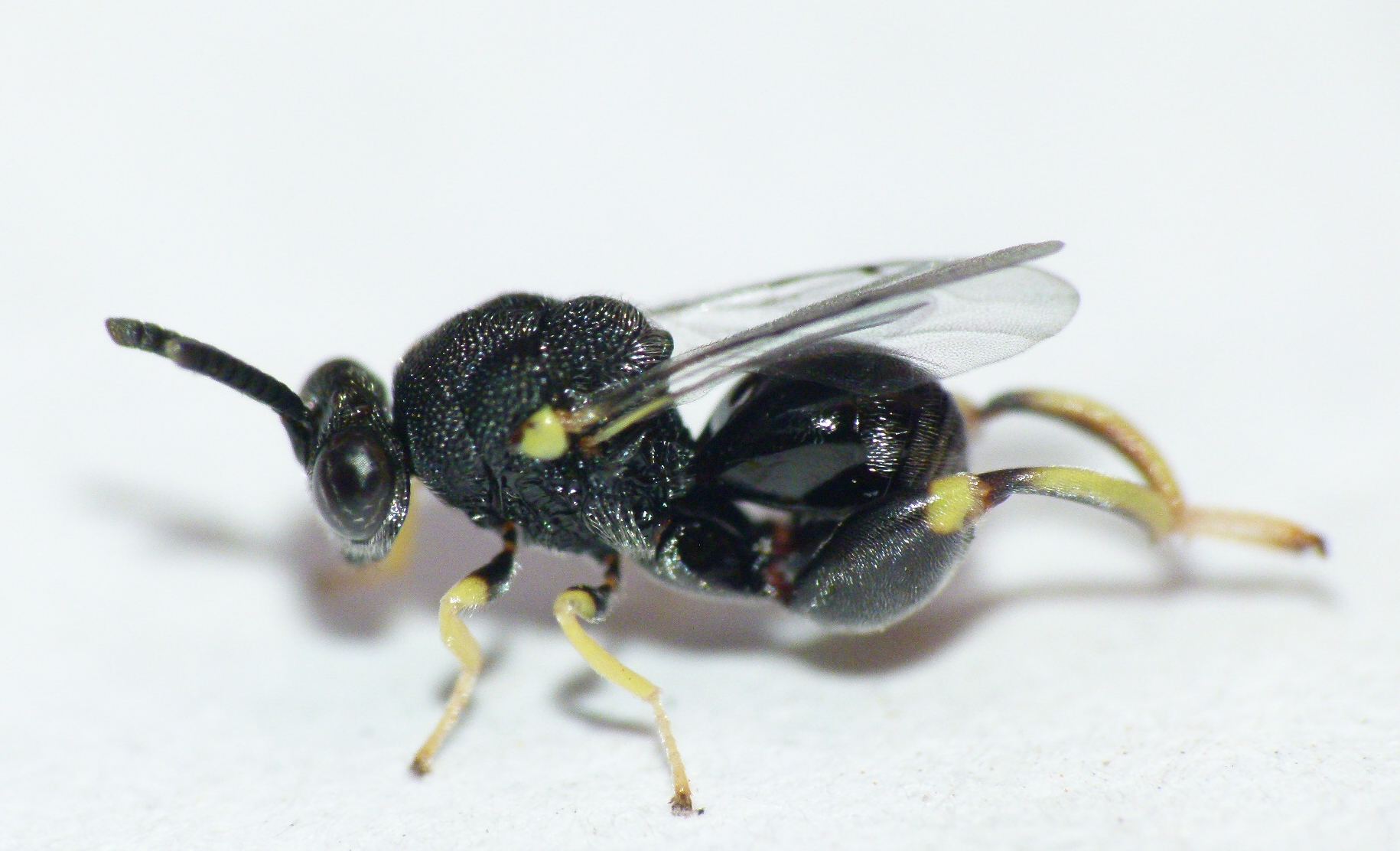
Brachymeria

L'abdomen est sessile avec 7 tergites. Le premier tergite est toujours le plus long et constitue généralement de un tiers à la moitié de la longueur de l'abdomen. Le sixième tergite présente une paire de spiracles. La gaine des oviscaptes est comprimée. Le sternum gastrique des mâles est légèrement gonflé avec le bord apical incurvé.

## Comportement
Beaucoup d'espèces du genre Brachymeria sont des parasites d'Orthoptera (Acrididae), de beaucoup de familles de Lepidoptera, de quelques familles de Homoptera, de Diptera (Sarcophagidae, Tachinidae), de Coleoptera et de Hymenoptera (Ichneumonidae). Elles peuvent être utilisées pour le contrôle biologique d'espèces ravageuses de ces familles. Par exemple, six espèces de Brachymeria parasitent Nephantis serinopa dont la chenille est un ravageur du cocotier.

## Systématique

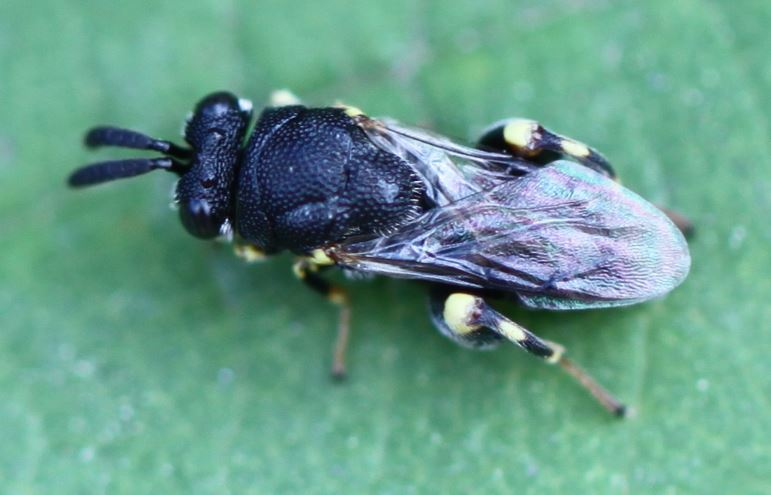
Brachymeria minuta

Le genre Brachymeria a été nommé par l'entomologiste britannique John Obadiah Westwood en 1829
avec pour espèce type Brachymeria minuta (Linnaeus, 1767).

### Liste des synonymes
Liste des synonymes :
- Thaumatelia Kirby, 1883
- Oncochalcis Cameron, 1904
- Holochalcis Kieffer, 1905
- Ceyxia Girault, 1911
- Tumidicoxa Girault, 1911
- Thaumateliana Girault, 1912
- Brachepitelia Girault, 1913
- Pseudepitelia Girault, 1913
- Tumidicoxella Girault, 1913
- Tumidicoxoides Girault, 1913
- Mirochalcis Girault, 1915
- Dirrhinomorpha Girault & Dodd, 1915
- Meyeriella Krausse, 1917
- Neobrachymeria Masi, 1929
- Australochalcis Girault, 1939
- Gahanula Burks, 1960
- Matsumurameria Habu, 1960
- Pseudobrachymeria Burks, 1960

## Liste des espèces
Liste des espèces de Brachymeria,,, :
- Brachymeria acarinatus (Schmitz, 1946)
- Brachymeria achterbergi Narendran, 1989
- Brachymeria aculeata (Walker, 1862)
- Brachymeria acuticarinalis Liao & Chen, 1983
- Brachymeria aeca Burks, 1960
- Brachymeria aegyptiaca Masi, 1931
- Brachymeria africa Masi, 1929
- Brachymeria agonoxenae Fullaway, 1950
- Brachymeria alba Sheikh, Malik & Ahmed, 1987
- Brachymeria alberti (Schmitz, 1946)
- Brachymeria albicrus (Klug, 1834)
- Brachymeria albipes (Kieffer, 1905)
- Brachymeria albisquama Kriechbaumer, 1894
- Brachymeria albitegula (Girault, 1915)
- Brachymeria albotibialis (Ashmead, 1904)
- Brachymeria aligherei (Girault, 1927)
- Brachymeria alternipes (Walker, 1871)
- Brachymeria ambonensis Narendran, 1989
- Brachymeria amenocles (Walker, 1846)[6]
- Brachymeria ancilla Masi, 1951
- Brachymeria angusta (Girault & Dodd, 1915)
- Brachymeria annulata (Fabricius, 1793)
- Brachymeria annulipes (Costa Lima, 1919)
- Brachymeria anselmi (Girault, 1926)
- Brachymeria apicalis Husain & Agarwal, 1989 (nomen nudum)
- Brachymeria apicicornis (Cameron, 1911)
- Brachymeria argenteopilosa (Radoszkowski, 1876)
- Brachymeria atricorpus (Girault, 1915)
- Brachymeria atridens (Waterston, 1922)
- Brachymeria atteviae Joseph, Narendran & Joy, 1972
- Brachymeria aurea Girault, 1915[7]
- Brachymeria australiensis (Girault, 1913)
- Brachymeria banksi (Ashmead, 1905)
- Brachymeria bauhiniae (Steffan, 1951)
- Brachymeria bayoni Masi, 1929
- Brachymeria beccarii Masi, 1929[6]
- Brachymeria beijingensis Liao & Chen, 1983
- Brachymeria bengalensis (Cameron, 1897)
- Brachymeria bicolor (Girault, 1912)
- Brachymeria bicolorata Khokhar, Qadri & Ahmed, 1971
- Brachymeria bilobata (Cameron, 1905)
- Brachymeria boranensis Masi, 1939
- Brachymeria borealis (Girault, 1915)
- Brachymeria bottegi Masi, 1929
- Brachymeria bouceki Narendran, 1978
- Brachymeria brevicornis (Klug, 1834)
- Brachymeria brisbanensis (Girault, 1915)
- Brachymeria browningi (Girault, 1915)
- Brachymeria brunneipennis (Schmitz, 1946)
- Brachymeria burksi Chhotani, 1966
- Brachymeria butae (Schmitz, 1946)
- Brachymeria cabira (Walker, 1838)
- Brachymeria cactoblastidis Blanchard, 1935
- Brachymeria caesar (Girault, 1926)
- Brachymeria cailliaudi (Montrouzier, 1864)
- Brachymeria calopeplae Joseph, Narendran & Joy, 1972
- Brachymeria carbonaria (Zehntner, 1906)
- Brachymeria carinata Joseph, Narendran & Joy, 1970
- Brachymeria carinatifrons Gahan, 1936
- Brachymeria caudigera Boucek, 1992
- Brachymeria ceratoniae Delvare, 2011
- Brachymeria citrea Steffan, 1954
- Brachymeria clavigera Steffan, 1955
- Brachymeria columbiana (Howard, 1885)
- Brachymeria compacta (Walker, 1862)
- Brachymeria compestris Husain & Agarwal, 1982
- Brachymeria compsilurae (Crawford, 1911)
- Brachymeria confalonierii Masi, 1929
- Brachymeria corneillei (Girault, 1924)
- Brachymeria cosmophilae (Girault, 1925)
- Brachymeria costalimai Delvare, 2017
- Brachymeria cowani (Kirby, 1883)
- Brachymeria coxodentata Joseph, Narendran & Joy, 1970
- Brachymeria criculae (Kohl, 1889)
- Brachymeria croceogastralis Joseph, Narendran & Joy, 1972
- Brachymeria curtisi (Girault, 1915)
- Brachymeria debauchei (Schmitz, 1946)
- Brachymeria decens (Girault, 1929)
- Brachymeria decreta (Walker, 1862)
- Brachymeria deesae (Cameron, 1906)
- Brachymeria deesensis (Cameron, 1905)
- Brachymeria denieri Blanchard, 1942
- Brachymeria dentata Rafi, Malik & Ahmed, 1987
- Brachymeria discreta Gahan, 1942
- Brachymeria donganensis Liao & Chen, 1983
- Brachymeria dorsalis (Walker, 1862)
- Brachymeria dunbrodyensis (Cameron, 1907)
- Brachymeria dunensis Joseph, Narendran & Joy, 1972
- Brachymeria edna (Girault, 1927)
- Brachymeria encarpae Ubaidillah, 1996
- Brachymeria erythraea Masi, 1936
- Brachymeria eublemmae (Steffan, 1951)
- Brachymeria euploeae (Westwood, 1837)
- Brachymeria excarinata Gahan, 1925
- Brachymeria falsosa (Vachal, 1907)
- Brachymeria feae Masi, 1929
- Brachymeria femorata (Panzer, 1801)
- Brachymeria fervida (Walker, 1852)
- Brachymeria fijiensis Ferrière, 1929
- Brachymeria fiskei (Crawford, 1910)
- Brachymeria flavipes (Fabricius, 1793)
- Brachymeria flavopicta (Ashmead, 1904)
- Brachymeria flavotarsalis Husain & Agarwal (nomen nudum)
- Brachymeria flegiae Burks, 1960
- Brachymeria froggatti (Cameron, 1912)
- Brachymeria fulvitarsis (Cameron, 1906)
- Brachymeria funesta Habu, 1960
- Brachymeria fuscipennis (Girault, 1911)
- Brachymeria gauhatiensis Farooqi, Husain & Ghai, 1991
- Brachymeria gigantica Joseph, Narendran & Joy, 1972
- Brachymeria glabrialis Liao & Chen, 1983
- Brachymeria globata Steffan, 1954
- Brachymeria gribodiana Masi, 1951
- Brachymeria grisselli (Narendran & Varghese, 1989)
- Brachymeria habui Ozdikmen, 2011
- Brachymeria hammari (Crawford, 1915)
- Brachymeria hattoriae Habu, 1961
- Brachymeria hayati Narendran, 1989
- Brachymeria hearseyi (Kirby, 1883)
- Brachymeria hercules (Girault, 1913)
- Brachymeria hibernalis Askew, 1991
- Brachymeria hime Habu, 1960
- Brachymeria humilicrus (Girault, 1939)
- Brachymeria hyalinipennis (Girault, 1911)
- Brachymeria hypolycaenae (Girault, 1915)
- Brachymeria implexa (Walker, 1862)
- Brachymeria incerta (Cresson, 1865)
- Brachymeria indica (Krausse, 1917)
- Brachymeria indignator (Walker, 1862)
- Brachymeria inermis (Fonscolombe, 1840)
- Brachymeria inornata (Masi, 1940)
- Brachymeria integra (Haldeman, 1844)
- Brachymeria internata (Walker, 1862)
- Brachymeria jambolana Gahan, 1942
- Brachymeria javensis (Girault, 1919)
- Brachymeria jayaraji Joseph, Narendran & Joy, 1972
- Brachymeria jiandeensis Yang & Yao, 2015
- Brachymeria jinghongensis Liao & Chen, 1983
- Brachymeria jinpingensis Chen and Liao, 1985
- Brachymeria judaei (Girault, 1937)
- Brachymeria juno (Girault, 1927)
- Brachymeria kafimu Rafi, Malik & Ahmed, 1987
- Brachymeria kamijoi Habu, 1960
- Brachymeria karachiensis Ishrat & Malik, 1986
- Brachymeria kassalensis (Kirby, 1886)
- Brachymeria kivuensis (Schmitz, 1946)
- Brachymeria koehleri Blanchard, 1935
- Brachymeria kraussi (Narendran & Varghese, 1989)
- Brachymeria kuchingensis (Cameron, 1911)
- Brachymeria kurukshetraensis Farooqi, Husain & Ghai, 1991
- Brachymeria kuwayamai Ishii, 1942
- Brachymeria laetiliae Burks, 1960
- Brachymeria laevis Nikol'skaya, 1952
- Brachymeria lasus (Walker, 1841)
- Brachymeria leighi (Cameron, 1907)
- Brachymeria libyca (Masi, 1926)
- Brachymeria lingulata Steffan, 1955
- Brachymeria lissostoma (Cameron, 1911)
- Brachymeria longiscaposa Joseph, Narendran & Joy, 1972
- Brachymeria ludlowae (Ashmead, 1904)
- Brachymeria lugubris (Walker, 1871)
- Brachymeria lymantriae Joseph, Narendran & Joy, 1972
- Brachymeria madagascariensis (Kieffer, 1905)
- Brachymeria magrettii Masi, 1929
- Brachymeria mandibulata Sheikh, Malik & Ahmed, 1987
- Brachymeria mangshiensis Chen & Liao, 1985
- Brachymeria manjerica Narendran, 1989
- Brachymeria margaroniae Joseph, Narendran & Joy, 1973
- Brachymeria marginiscutis (Cameron, 1907)
- Brachymeria mariana (Girault, 1927)
- Brachymeria marmonti (Girault, 1924)
- Brachymeria masoodii Jamal Ahmad, 2009
- Brachymeria megaspila (Cameron, 1907)
- Brachymeria megensis Masi, 1943
- Brachymeria menoni Joseph, Narendran & Joy, 1972
- Brachymeria microgaster (Schmitz, 1946)
- Brachymeria minamikawai Habu, 1966
- Brachymeria minuta (Linnaeus, 1767)
- Brachymeria minutissima (Girault, 1926)
- Brachymeria mnestor (Walker, 1841)
- Brachymeria mochica Delvare, 2017[6]
- Brachymeria mochii Masi, 1936
- Brachymeria moerens (Ruschka, 1922)
- Brachymeria molestae Burks, 1960
- Brachymeria multicolor (Kieffer, 1905)
- Brachymeria multidentata Ahmed, Malik & Ahmed, 1987
- Brachymeria neoatteviae Narendran & Khan, 2011
- Brachymeria neomegaspila Farooqi, Husain & Ghai, 1991
- Brachymeria neowiebesina Narendran & Achterberg, 2016
- Brachymeria nephantidis Gahan, 1930
- Brachymeria nigra (Girault, 1911)
- Brachymeria nigricoxa (Girault, 1913)
- Brachymeria nigrifemorata Joseph, Narendran & Joy, 1972
- Brachymeria nigritegularis Joseph, Narendran & Joy, 1972
- Brachymeria nigritibialis Tavares & Navarro-Tavares, 2006
- Brachymeria nitida Joseph, Narendran & Joy, 1973
- Brachymeria nortia (Girault, 1929)
- Brachymeria nosatoi Habu, 1966
- Brachymeria notispina Boucek, 1956
- Brachymeria nursei (Cameron, 1907)
- Brachymeria nyalamensis Liao & Chen, 1983
- Brachymeria oblique Ahmed, Malik & Ahmed, 1987
- Brachymeria obtusata (Förster, 1859)
- Brachymeria ocellata Samad, Khokhar & Qadri, 1971
- Brachymeria ogyrisidis (Girault, 1922)
- Brachymeria olethria (Waterston, 1914)
- Brachymeria opponens (Walker, 1871)
- Brachymeria oranensis Masi, 1951
- Brachymeria ovata (Say, 1824)
- Brachymeria oxygastra Masi, 1932
- Brachymeria pandani (Girault, 1926)
- Brachymeria pandora (Crawford, 1914)
- Brachymeria paolii Masi, 1929
- Brachymeria paraguayensis (Brethes, 1916)
- Brachymeria parvicorpus (Girault, 1925)
- Brachymeria parvula (Walker, 1834)
- Brachymeria pedalis (Cresson, 1872)
- Brachymeria perflavipes (Girault, 1915)
- Brachymeria persica (Masi, 1924)
- Brachymeria persplendidipes (Girault, 1926)
- Brachymeria philornisae Delvare, 2017
- Brachymeria phya (Walker, 1838)
- Brachymeria pilosa Nikol'skaya, 1952
- Brachymeria pilosella Steffan, 1954
- Brachymeria piratica (Brues, 1918)
- Brachymeria podagrica (Fabricius, 1787)
- Brachymeria polynesialis (Cameron, 1881)
- Brachymeria pomonae (Cameron, 1912)
- Brachymeria porrecta Steffan, 1954
- Brachymeria porthetrialis Joseph, Narendran & Joy, 1972
- Brachymeria prodeniae (Ashmead, 1904)
- Brachymeria producta (Olivier, 1791)
- Brachymeria providens (Motschulsky, 1863)
- Brachymeria pseudamenocles Masi, 1943
- Brachymeria pseudorugosa Masi, 1951
- Brachymeria pseudovata Blanchard, 1935
- Brachymeria psyche Burks, 1960
- Brachymeria puella (Girault, 1927)
- Brachymeria pyramidea (Fabricius, 1804)
- Brachymeria qadeeri Ishrat & Malik, 1986
- Brachymeria redia (Girault, 1929)
- Brachymeria reflexa Steffan, 1954
- Brachymeria risbeci Steffan, 1954
- Brachymeria rossicorporis Farooqi, Husain & Ghai, 1991
- Brachymeria rossifemorata Husain & Agarwal, 1989 (nomen nudum)
- Brachymeria rubitibialis Liao & Chen, 1983
- Brachymeria rubrifemur (Girault, 1913)
- Brachymeria rufa Steffan, 1954
- Brachymeria rufescens (Cameron, 1906)
- Brachymeria ruficornis (Girault, 1913)
- Brachymeria rufifemur (Girault, 1913)
- Brachymeria rufinigra Liao & Chen, 1983
- Brachymeria rufiventris (Kieffer, 1905)
- Brachymeria rufotibialis Husain & Agarwal, 1982
- Brachymeria rugulosa (Forster, 1859)
- Brachymeria russelli Burks, 1960
- Brachymeria ryukyuensis Habu, 1963
- Brachymeria salinae Narendran, 1989
- Brachymeria salomonis (Cameron, 1911)
- Brachymeria sanguiniventris (Girault, 1927)
- Brachymeria schuberti (Girault, 1924)
- Brachymeria scutellocarinata Joseph, Narendran & Joy, 1972
- Brachymeria secundaria Habu, 1960
- Brachymeria securiclavus (Schmitz, 1946)
- Brachymeria semirufa (Walker, 1871)
- Brachymeria semirusula Narendran & Achterberg, 2016
- Brachymeria separata (Walker, 1862)
- Brachymeria sesamiae Gahan, 1928
- Brachymeria setosiella Steffan, 1954
- Brachymeria shakespearei (Girault, 1926)
- Brachymeria shansiensis Habu, 1961
- Brachymeria shelleyi (Girault, 1915)
- Brachymeria shillongensis Joseph, Narendran & Joy, 1972
- Brachymeria sidnica Holmgren, 1868
- Brachymeria silentvalliensis Narendran & Emiliyamma, 2014
- Brachymeria sindhensis Ishrat & Malik, 1986
- Brachymeria slossonae (Crawford, 1910)
- Brachymeria sociator (Walker, 1862)
- Brachymeria somalica Masi, 1929
- Brachymeria stigmosa Steffan, 1958
- Brachymeria straeleni (Schmitz, 1946)
- Brachymeria subfasciata (Holmgren, 1868)
- Brachymeria subconica Boucek, 1992
- Brachymeria subrugosa Blanchard, 1942
- Brachymeria surekae Narendran, 1989
- Brachymeria tachardiae (Cameron, 1913)
- Brachymeria taiwana (Matsumura, 1911)
- Brachymeria tapunensis Joseph, Narendran & Joy, 1972
- Brachymeria tarsalis Motschulsky, 1863
- Brachymeria tegularis (Cresson, 1872)
- Brachymeria tenuicornis (Kieffer, 1905)
- Brachymeria terribilis (Brues, 1918)
- Brachymeria testacea (Blanchard, 1840)
- Brachymeria teuta (Walker, 1841)
- Brachymeria thracis (Crawford, 1911)
- Brachymeria tibialis (Walker, 1834)[8]
- Brachymeria trinidadensis (Narendran & Varghese, 1989)
- Brachymeria tristis Nikol'skaya, 1952
- Brachymeria truncata (Schmitz, 1946)
- Brachymeria truncatella Burks, 1967
- Brachymeria ucalegon (Walker, 1846)
- Brachymeria unguttifemur (Girault, 1926)
- Brachymeria varipes (Walker, 1871)
- Brachymeria vergilii (Girault, 1927)
- Brachymeria veronesini (Girault, 1924)
- Brachymeria vesparum Boucek, 1992
- Brachymeria victoria (Girault, 1913)
- Brachymeria villosa (Olivier, 1791)
- Brachymeria vitripennis (Forster, 1859)
- Brachymeria walkeri (Dalla Torre, 1898)
- Brachymeria wanei Risbec, 1957
- Brachymeria weemsi Burks, 1960
- Brachymeria westwoodi Boucek, 1992
- Brachymeria wiebesina Joseph, Narendran & Joy, 1972
- Brachymeria xanthopus (Schmitz, 1946)
- Brachymeria yamalae (Girault, 1924)
- Brachymeria yunnanensis Liao & Chen, 1983